# Johannes Joseph Destrée

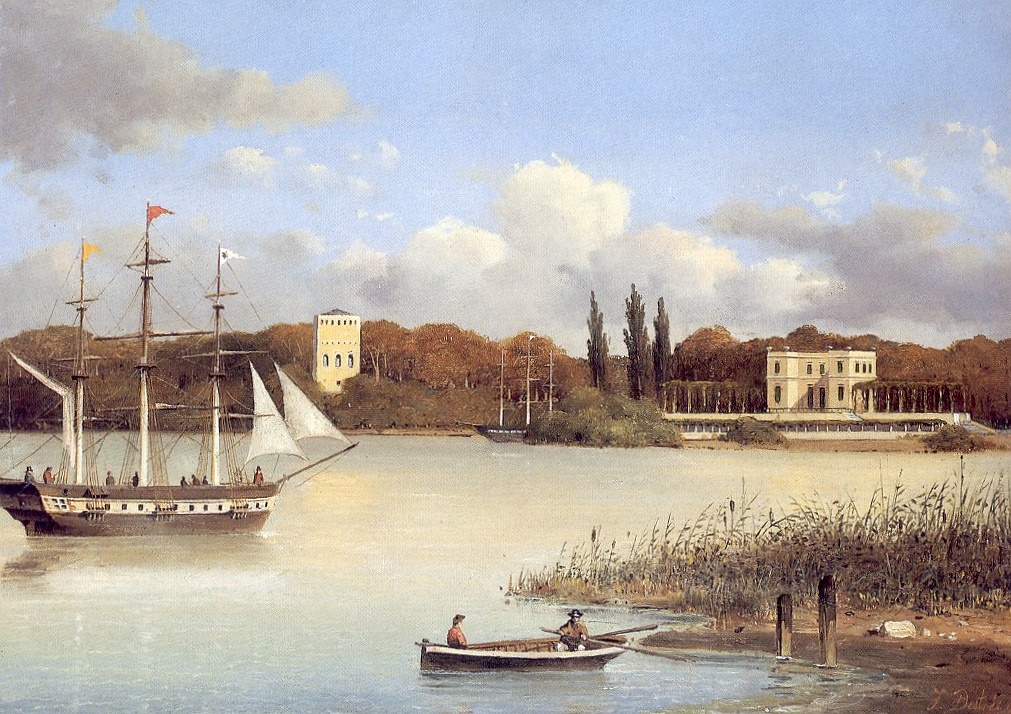
Ansicht des Glienicker Ufers mit Casino, Fregatte und Wasserturm

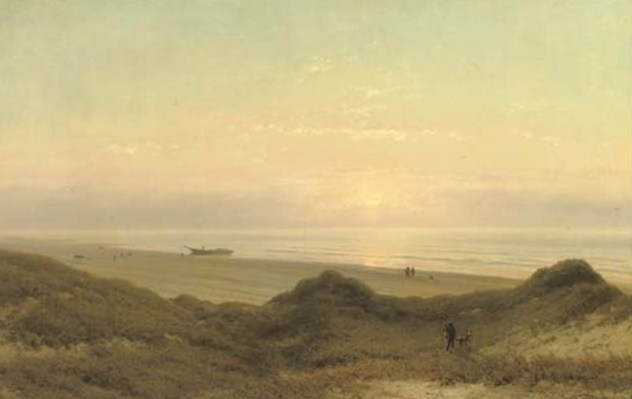
Am Strand bei Sonnenuntergang

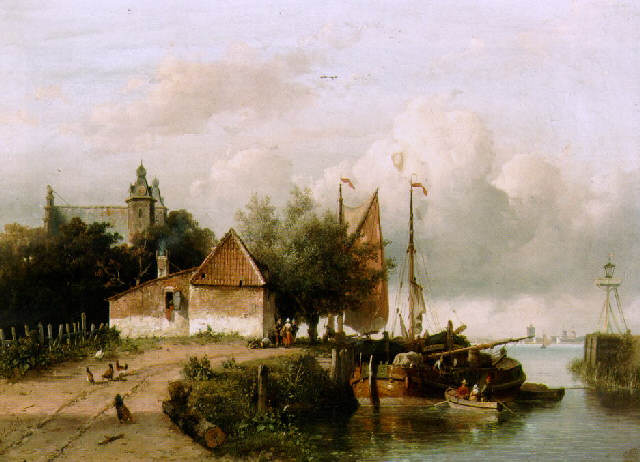
Vor Anker liegende Segelschiffe nahe einer Stadt

Johannes Joseph Destrée (* 27. März 1827 in Laeken, Brüssel; † 17. März 1888 in Den Haag) war ein holländischer Landschaftsmaler.

## Leben
Johannes Joseph Destrée lernte an der Zeichenakademie in Den Haag bei Bartholomeus Johannes van Hove und dessen Cousin Andreas Schelfhout und war Mitglied des Haager Künstlerbundes Pulchri Studio. Seine Bilder stellte er in Holland, in Frankreich auf dem Pariser Salon 1882, Berlin, Dresden, München, Hamburg und Wien aus.
Destrée malte hauptsächlich Landschafts- und Strandbilder, vor allem Motive aus dem holländischen Seebad Scheveningen. Die Landschaftsgemälde aus der Umgebung um Potsdam fertigte er vermutlich nach Vorlagen an; ein Aufenthalt in Potsdam oder Berlin ist jedenfalls nicht nachweisbar. Seine Werke sind unter anderem in den städtischen Museen in Amsterdam und Den Haag ausgestellt.

## Werke (Auswahl)
- Blick auf das Casino und das Maschinenhaus von Glienicke, 1847
- Blick auf Schloss Babelsberg von der Wasserseite
- Blick auf den Brauhausberg bei Potsdam
- Ansicht des Glienicker Ufers mit Casino, Fregatte und Wasserturm, 1847
- Blick auf den Ruinenberg bei Sanssouci, 1848
- Landschaft mit einem Wassergraben
- Sonnenuntergang am Weiher
- Landschaft mit Gehöft, Figuren und Fernsicht bei Maastricht, 1858
- Düne von Scheveningen
- Am Strand bei Sonnenuntergang, 1873
- Vor Anker liegende Segelschiffe nahe einer Stadt